# Arthur Vignoli Carreira
Arthur Vignoli Carreira (4 de agosto de 2000) es un futbolista brasileño que juega como defensa.

## Trayectoria

### Clubes
| Club           | País   | Año    |
| -------------- | ------ | ------ |
| Internacional  | Brasil | ¿?     |
| Sampaio Corrêa | Brasil | ¿?     |
| Paraná         | Brasil | ¿?     |
| SC Sagamihara  | Japón  | 2019 - |